# Ctenolimnophila (Campbellomyia) venustipennis
Ctenolimnophila (Campbellomyia) venustipennis is een tweevleugelige uit de familie steltmuggen (Limoniidae). De soort komt voor in het Australaziatisch gebied.